# Scopula cajanderi
Scopula cajanderi is een vlinder uit de familie spanners (Geometridae). De wetenschappelijke naam is voor het eerst geldig gepubliceerd in 1904 door Herz.
De soort komt voor in Europa.